# Католицька церква на Кубі
Като́лицька це́рква на Ку́бі — найбільша християнська конфесія Куби. Складова всесвітньої Католицької церкви, яку очолює на Землі римський папа. Керується конференцією єпископів. Станом на 2004 рік у країні нараховувалося близько 6 330 000 католиків (50,46% від усього населення). Існувало 11 діоцезій, які об'єднували 290 церковних парафій.  Кількість  священиків — 299 (з них представники секулярного духовенства — 180, члени чернечих організацій — 119), постійних дияконів — 60, монахів — 152, монахинь — 650. На території Куби існує 3 церковні провінції (Гаванська, Камагуейська і Сантьяго-де-Кубинська).

## Статистика
Згідно з «Annuario Pontificio» і Catholic-Hierarchy.org:
| Рік  | Населення | Населення  | Населення | Священики | Священики | Священики | Священики           | Диякони | Ченці    | Ченці | Парафії |
| Рік  | католики  | загалом    | %         | загалом   | секулярні | ченці     | вірних на священика | Диякони | чоловіки | жінки | Парафії |
| ---- | --------- | ---------- | --------- | --------- | --------- | --------- | ------------------- | ------- | -------- | ----- | ------- |
| 2004 | 6.331.250 | 12.546.846 | 50,4      | 299       | 180       | 119       | 21.174              | 59      | 153      | 646   | 295     |
| 2010 | 6.766.000 | 11.242.000 | 60,1      | 361       | 190       | 171       | 18.744              | 71      | 208      | 619   | 304     |

## Історія

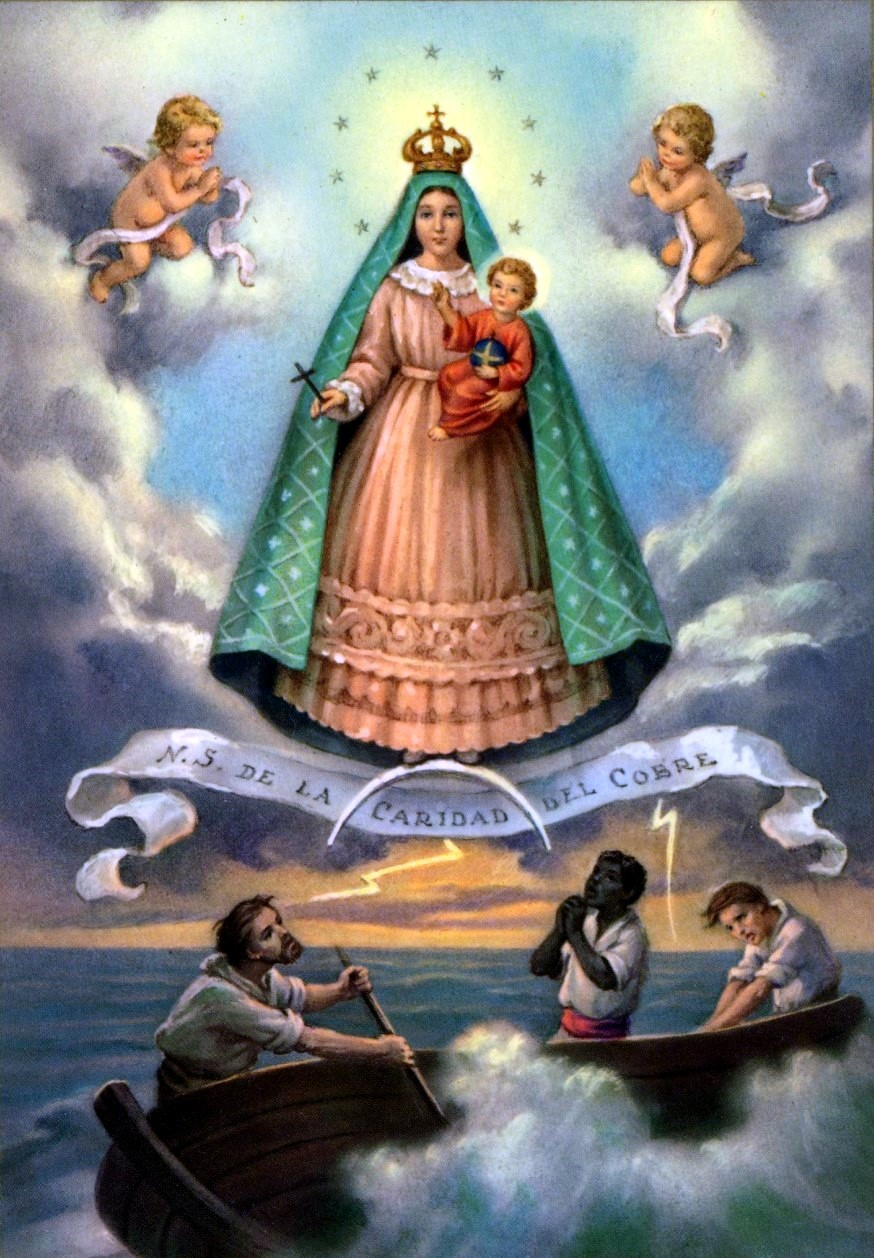
Діва Марія Милостива, покровителька Куби.

### Іспанська доба
Католицтво на Кубі поширилося після 1492 року, завдяки відкриттю Америки іспанцями під проводом Христофора Колумба. 1493 року римський папа Олександр VI дарував іспанському королю буллу, якою надав монопольні права на підкорення і християнізацію земель Нового Світу, зокрема Вест-Індій.
1518 року папа Лев X створив загально-кубинське Баракоаське єпископство, до юрисдикції якого входили Куба, прилеглі острови, а також іспанські володіння в Луїзіані та Флориді. 1522 року єпископську катедру перенесли до Сантьяго-де-Куби, давши початок Сантьяго-де-Кубинській діоцезії. 1524 року було засновано титулярний Вест-Індійський патріархат.
Протягом XVI—XVIII століть тубільне та завезене населення колонізованої іспанцями Куби перейшло в християнство.
1841 року Валдес, іспанський губернатор Куби, конфіскував майно Католицької церкви на Кубі за іспанським зразком. Зокрема, в Гавані францисканський монастир було перетворено на митницю, домініканський монастир — на корпус Гаванського університету, августинський монастир — на Академію наук, монастир святого Ісидора — на військові казарми.

### Незалежна Куба
11 вересня 1935 року Куба і Ватикан встановили дипломатичні відносини. Обидві сторони підписали конкордат, що визначав умови перебування Католицької церкви на Кубі. 1940 року Кубинський парламент затвердив Конституцію, якою відділив церкву від держави. Напередодні Кубинської революції 70% кубинців були католиками.
Після приходу до влади Фіделя Кастро в 1959 році нова комуністична влада обмежила свободу совісті в країні, а також діяльність католицьких організацій. Духовенству та мирянам-католикам було заборонено вступати до Комуністичної партії Куби. По закінченню Холодної війни обмеження зняли, а згадки про провідну роль атеїстичної ідеології вилучили з Кубинської конституції. 1990 року католики отримали право ставати комуністами.
1998 року папа Іван-Павло II відвідав Кубу з офіційним візитом і особисто зустрівся із Фіделем Кастро. Кубинський лідер надав найвищі почесті понтифіку. 2012 року у країні побував папа Бенедикт XVI, а 2015 року — папа Франциск. Вони зустрічалися з Фіделем і Раулем Кастро. Візити покращили відносини між Кубою та Святим Престолом, а також сприяли відродженню життя Католицької церкви у країні.

## Діоцезії

### Хронологія
- 1518: створена Баракоаська діоцезія. До її юрисдикції входила Куба, Луїзіана і Флорида.
- 28 квітня 1522: Баракоаська діоцезія перетворена на Сантьяго-де-Кубинську діоцезію внаслідок перенесення єпископської катедри з Баракоа до Сантьяго.
- 24 листопада 1803: Сантьяго-де-Кубинська діоцезія перетворена на Сантьяго-де-Кубинську архідіоцезію.
- 10 вересня 1787: створена Гаванська діоцезія шляхом виокремлення зі складу Сантьяго-де-Кубинської архідіоцезії.
- 20 лютого 1903: створена Пінар-дель-Ріоська діоцезія і Сьєнфуегоська діоцезія шляхом виокремлення зі складу Гаванської діоцезії.
- 8 січня 1912: створена Матансаська діоцезія шляхом виокремлення зі складу Гаванської діоцезії.
- 10 грудня 1912: створена Камагуейська діоцезія шляхом виокремлення зі складу Сантьяго-де-Кубинської архідіоцезії.
- 6 січня 1925: Гаванська діоцезія перетворена на Гаванську архідіоцезію.
- 30 квітня 1971: Сьєнфуегоська діоцезія перейменована на Сьєнфуегосько-Санта-Кларську діоцезію.
- 8 січня 1979: створена Ольгінська діоцезія шляхом виокремлення зі складу Сантьяго-де-Кубинської архідіоцезії.
- 1 квітня 1995: Сьєнфуегосько-Санта-Кларська діоцезія поділена на дві — Сьєнфуегоську і Санта-Кларську діоцезію.
- 9 грудня 1995: створена Баямо-Мансанільйоська діоцезія шляхом виокремлення зі складу Сантьяго-де-Кубинської архідіоцезії.
- 2 лютого 1996: створена Сьєго-де-Авільська діоцезія шляхом виокремлення зі складу Камагуейської діоцезії.
- 24 січня 1998: створена Гуантанамо-Баракоаська діоцезія шляхом виокремлення зі складу Сантьяго-де-Кубинської архідіоцезії.
- 5 грудня 1998: Камагуейська діоцезія перетворена на Камагуейську архідіоцезію.

## Собори

### Хронологія
- 1617—1756: Камагуейський собор
- 1693—1735: Матансаський собор.
- 1748—1777: Гаванський собор.
- 1883—1903: Пінар-дель-Ріоський собор.